# UEFA-Pokal 1982/83
Der UEFA-Pokal 1982/83 war die 12. Auflage des Wettbewerbs. Mit dem RSC Anderlecht gewann zum ersten Mal eine belgische Mannschaft den Titel. Im Finale setzte man sich gegen den portugiesischen Rekordmeister Benfica Lissabon durch.

## Modus
Der Wettbewerb wurde in sechs Runden in Hin- und Rückspielen ausgetragen. Bei Torgleichstand entschied zunächst die Anzahl der auswärts erzielten Tore, danach eine Verlängerung, abschließend erst das Elfmeterschießen.

## 1. Runde
|                              | Gesamt    |                          | Hinspiel | Rückspiel |
| ---------------------------- | --------- | ------------------------ | -------- | --------- |
| FC Progrès Niederkorn        | 0:4       | Servette Genf            | 0:1      | 0:3       |
| Bohemians ČKD Prag           | 7:1       | FC Admira/Wacker         | 5:0      | 2:1       |
| FC Sevilla                   | 6:1       | DFS Lewski-Spartak Sofia | 3:1      | 3:0       |
| FKS Stal Mielec              | (a)1:1(a) | SC Lokeren               | 1:1      | 0:0       |
| RSC Anderlecht               | 6:1       | Koparit Kuopio           | 3:0      | 3:1       |
| Benfica Lissabon             | 4:2       | Betis Sevilla            | 2:1      | 2:1       |
| Borussia Dortmund            | 0:2       | Glasgow Rangers          | 0:0      | 0:2       |
| FC Carl Zeiss Jena           | 3:6       | Girondins Bordeaux       | 3:1      | 0:5       |
| Dinamo Tiflis                | (a)2:2(a) | SSC Neapel               | 2:1      | 0:1       |
| Dundee United                | 3:1       | PSV Eindhoven            | 1:1      | 2:0       |
| Ferencváros Budapest         | 3:2       | Athletic Bilbao          | 2:1      | 1:1       |
| Grazer AK                    | 1:4       | Corvinul Hunedoara       | 1:1      | 0:3       |
| Glentoran FC                 | 1:4       | Baník Ostrava            | 1:3      | 0:1       |
| HFC Haarlem                  | 5:4       | KAA Gent                 | 2:1      | 3:3       |
| 1. FC Kaiserslautern         | 6:0       | Trabzonspor              | 3:0      | 3:0       |
| Lyngby BK                    | 3:4       | IK Brage                 | 1:2      | 2:2       |
| Manchester United            | 1:2       | FC Valencia              | 0:0      | 1:2       |
| PAOK Thessaloniki            | (a)2:2(a) | FC Sochaux-Montbéliard   | 1:0      | 1:2 n. V. |
| Pezoporikos Larnaka          | 2:3       | FC Zürich                | 2:2      | 0:1       |
| AS Rom                       | 4:3       | Ipswich Town             | 3:0      | 1:3       |
| Śląsk Wrocław                | 3:2       | Dynamo Moskau            | 2:2      | 1:0       |
| Slawia Sofia                 | 4:6       | FK Sarajevo              | 2:2      | 2:4       |
| FC Southampton               | (a)2:2(a) | IFK Norrköping           | 2:2      | 0:0       |
| AS Saint-Étienne             | 4:1       | Tatabánya Bányász SC     | 4:1      | 0:0       |
| Spartak Moskau               | 8:4       | FC Arsenal               | 3:2      | 5:2       |
| Universitatea Craiova        | 3:2       | AC Florenz               | 3:1      | 0:1       |
| Viking Stavanger             | (a)3:3(a) | 1. FC Lokomotive Leipzig | 1:0      | 2:3       |
| FC Vorwärts Frankfurt (Oder) | (a)3:3(a) | Werder Bremen            | 1:3      | 2:0       |
| FC Żurrieq                   | 1:8       | Hajduk Split             | 1:4      | 0:4       |
| Fram Reykjavík               | 0:7       | Shamrock Rovers          | 0:3      | 0:4       |
| FC Utrecht                   | 0:3       | FC Porto                 | 0:1      | 0:2       |
| AEK Athen                    | 0:6       | 1. FC Köln               | 0:1      | 0:5       |

## 2. Runde
|                      | Gesamt          |                       | Hinspiel | Rückspiel |
| -------------------- | --------------- | --------------------- | -------- | --------- |
| RSC Anderlecht       | 6:3             | FC Porto              | 4:0      | 2:3       |
| Benfica Lissabon     | 4:1             | SC Lokeren            | 2:0      | 2:1       |
| Corvinul Hunedoara   | 4:8             | FK Sarajevo           | 4:4      | 0:4       |
| Ferencváros Budapest | 1:2             | FC Zürich             | 1:1      | 0:1       |
| Hajduk Split         | 4:5             | Girondins Bordeaux    | 4:1      | 0:4       |
| SSC Neapel           | 1:4             | 1. FC Kaiserslautern  | 1:2      | 0:2       |
| PAOK Thessaloniki    | 2:4             | FC Sevilla            | 2:0      | 0:4       |
| Glasgow Rangers      | 2:6             | 1. FC Köln            | 2:1      | 0:5       |
| AS Rom               | 1:1 (4:2 i. E.) | IFK Norrköping        | 1:0      | 0:1 n. V. |
| AS Saint-Étienne     | 0:4             | Bohemians ČKD Prag    | 0:0      | 0:4       |
| Spartak Moskau       | 5:1             | HFC Haarlem           | 2:0      | 3:1       |
| FC Valencia          | 1:0             | Baník Ostrava         | 1:0      | 0:0       |
| Viking Stavanger     | 1:3             | Dundee United         | 1:3      | 0:0       |
| Werder Bremen        | 8:2             | IK Brage              | 2:0      | 6:2       |
| Shamrock Rovers      | 0:5             | Universitatea Craiova | 0:2      | 0:3       |
| Śląsk Wrocław        | 1:7             | Servette Genf         | 0:2      | 1:5       |

Nach dem Spiel zwischen Spartak Moskau und HFC Haarlem im Olympiastadion Luschniki in Moskau kamen bei einer Massenpanik mindestens 300 Menschen ums Leben.

Das für den 3. November anberaumte Rückspiel von Servette Genf wurde wegen des starken Nebels verschoben und von Schiedsrichter Hein Fahnler erst am 4. November um 12 Uhr angepfiffen; es gab einen 5:1-Erfolg der Schweizer.

## 3. Runde
|                    | Gesamt |                       | Hinspiel | Rückspiel |
| ------------------ | ------ | --------------------- | -------- | --------- |
| RSC Anderlecht     | 6:2    | FK Sarajevo           | 6:1      | 0:1       |
| Dundee United      | 3:2    | Werder Bremen         | 2:1      | 1:1       |
| Girondins Bordeaux | 1:2    | Universitatea Craiova | 1:0      | 0:2 n. V. |
| 1. FC Köln         | 1:2    | AS Rom                | 1:0      | 0:2       |
| Servette Genf      | 3:4    | Bohemians ČKD Prag    | 2:2      | 1:2       |
| FC Sevilla         | 1:4    | 1. FC Kaiserslautern  | 1:0      | 0:4       |
| Spartak Moskau     | 0:2    | FC Valencia           | 0:0      | 0:2       |
| FC Zürich          | 1:5    | Benfica Lissabon      | 1:1      | 0:4       |

## Viertelfinale
|                      | Gesamt    |                       | Hinspiel | Rückspiel |
| -------------------- | --------- | --------------------- | -------- | --------- |
| Bohemians ČKD Prag   | 1:0       | Dundee United         | 1:0      | 0:0       |
| 1. FC Kaiserslautern | (a)3:3(a) | Universitatea Craiova | 3:2      | 0:1       |
| AS Rom               | 2:3       | Benfica Lissabon      | 1:2      | 1:1       |
| FC Valencia          | 2:5       | RSC Anderlecht        | 1:2      | 1:3       |

## Halbfinale
|                    | Gesamt    |                       | Hinspiel | Rückspiel |
| ------------------ | --------- | --------------------- | -------- | --------- |
| Benfica Lissabon   | (a)1:1(a) | Universitatea Craiova | 0:0      | 1:1       |
| Bohemians ČKD Prag | 1:4       | RSC Anderlecht        | 0:1      | 1:3       |

## Finale

### Hinspiel
| RSC Anderlecht                               | RSC Anderlecht | Benfica Lissabon | Benfica Lissabon | Aufstellung                                       |
| -------------------------------------------- | --- | --- | ---------------- | ------------------------------------------------- |
| RSC Anderlecht                               | \| 4. Mai 1983 in Brüssel (Heysel-Stadion) \| \| Ergebnis: 1:0 (1:0) \| \| Zuschauer: 52.694 \| \| Schiedsrichter: Bogdan Dotschew ( Bulgarien) \|                                                                                   | \| 4. Mai 1983 in Brüssel (Heysel-Stadion) \| \| Ergebnis: 1:0 (1:0) \| \| Zuschauer: 52.694 \| \| Schiedsrichter: Bogdan Dotschew ( Bulgarien) \| | Benfica Lissabon | Aufstellung RSC Anderlecht gegen Benfica Lissabon |
| RSC Anderlecht                               | Jacky Munaron – Wim Hofkens, Luka Peruzović, Morten Olsen, Michel De Groote – Per Frimann, Juan Lozano, Ludo Coeck, Franky Vercauteren – Kenneth Brylle, Erwin Vandenbergh (79. Alexandre Czerniatynski) Cheftrainer: Paul Van Himst | Manuel Bento – Minervino Pietra, Humberto Coelho , Álvaro Magalhães, Frederico Rosa (79. António Bastos Lopes) – Carlos Manuel, José Luís, Shéu – Fernando Chalana, Diamantino Miranda, Zoran Filipović (62. Tamagnini Nené) Cheftrainer: Sven-Göran Eriksson ( Schweden) | Benfica Lissabon | Aufstellung RSC Anderlecht gegen Benfica Lissabon |
| RSC Anderlecht                               | 1:0 Kenneth Brylle (30.) | | Benfica Lissabon | Aufstellung RSC Anderlecht gegen Benfica Lissabon |
| RSC Anderlecht                               | Wim Hofkens | Minervino Pietra | Benfica Lissabon | Aufstellung RSC Anderlecht gegen Benfica Lissabon |
| RSC Anderlecht                               | José Luís (75.) | | Benfica Lissabon | Aufstellung RSC Anderlecht gegen Benfica Lissabon |
| 4. Mai 1983 in Brüssel (Heysel-Stadion)      | | |                  |                                                   |
| Ergebnis: 1:0 (1:0)                          | | |                  |                                                   |
| Zuschauer: 52.694                            | | |                  |                                                   |
| Schiedsrichter: Bogdan Dotschew ( Bulgarien) | | |                  |                                                   |

### Rückspiel
| Benfica Lissabon                              | Benfica Lissabon | RSC Anderlecht | RSC Anderlecht | Aufstellung                                       |
| --------------------------------------------- | --- | --- | -------------- | ------------------------------------------------- |
| Benfica Lissabon                              | \| 18. Mai 1983 in Lissabon (Estádio da Luz) \| \| Ergebnis: 1:1 (1:1) \| \| Zuschauer: 80.000 \| \| Schiedsrichter: Charles Corver ( Niederlande) \| | \| 18. Mai 1983 in Lissabon (Estádio da Luz) \| \| Ergebnis: 1:1 (1:1) \| \| Zuschauer: 80.000 \| \| Schiedsrichter: Charles Corver ( Niederlande) \|                                                                       | RSC Anderlecht | Aufstellung Benfica Lissabon gegen RSC Anderlecht |
| Benfica Lissabon                              | Manuel Bento – Minervino Pietra, Humberto Coelho , António Bastos Lopes (60. João Alves), António Veloso – Carlos Manuel, Shéu (50. Zoran Filipović), Glenn Strömberg, Fernando Chalana – Tamagnini Nené, Diamantino Miranda Cheftrainer: Sven-Göran Eriksson ( Schweden) | Jacky Munaron – Walter De Greef, Morten Olsen, Luka Peruzović, Michel De Groote – Hugo Broos, Ludo Coeck, Per Frimann, Franky Vercauteren – Erwin Vandenbergh (78. Kenneth Brylle), Juan Lozano Cheftrainer: Paul Van Himst | RSC Anderlecht | Aufstellung Benfica Lissabon gegen RSC Anderlecht |
| Benfica Lissabon                              | 1:0 Shéu (32.) | 1:1 Juan Lozano (38.) | RSC Anderlecht | Aufstellung Benfica Lissabon gegen RSC Anderlecht |
| 18. Mai 1983 in Lissabon (Estádio da Luz)     | | |                |                                                   |
| Ergebnis: 1:1 (1:1)                           | | |                |                                                   |
| Zuschauer: 80.000                             | | |                |                                                   |
| Schiedsrichter: Charles Corver ( Niederlande) | | |                |                                                   |

## Beste Torschützen
| Rang | Spieler            | Klub                 | Tore |
| ---- | ------------------ | -------------------- | ---- |
| 1    | Zoran Filipović    | Benfica Lissabon     | 8    |
| 2    | Erwin Vandenbergh  | RSC Anderlecht       | 7    |
| 3    | Alain Giresse      | Girondins Bordeaux   | 6    |
| 4    | Husref Musemić     | FK Sarajevo          | 5    |
|      | Kenneth Brylle     | RSC Anderlecht       | 5    |
|      | Klaus Allofs       | 1. FC Köln           | 5    |
|      | Norbert Meier      | Werder Bremen        | 5    |
|      | Michel Decastel    | Servette Genf        | 5    |
|      | Hans-Peter Briegel | 1. FC Kaiserslautern | 5    |
|      | Tamagnini Nené     | Benfica Lissabon     | 5    |

## Eingesetzte Spieler RSC Anderlecht
| RSC Anderlecht |
| - Tor: Jacky Munaron (12/-) - Abwehr: Michel De Groote (12/1); Luka Peruzović (12/-); Wim Hofkens (11/-); Morten Olsen (10/1); Hugo Broos (4/-) - Mittelfeld: Ludo Coeck (12/3); Franky Vercauteren (12/3); Per Frimann (12/-); Juan Lozano (10/5); Walter De Greef (8/-) - Sturm: Erwin Vandenbergh (12/7); Kenneth Brylle (10/5); Alexandre Czerniatynski (9/3) - Trainer: Paul Van Himst |